# Enantia limnorina
Enantia limnorina é uma borboleta da família Pieridae. Pode ser encontrada no Brasil (Santa Catarina, Rio Grande do Sul, Rio de Janeiro). A espécie foi descrita pela primeira vez em 1865 por C. & R. Felder como Leptalis limnorina.